# エドワード・ピゴット
エドワード・ピゴット（Edward Pigott, 1753年 - 1825年6月27日）は、イギリスのアマチュア天文家。食変光星アルゴルの変光メカニズムを解明したジョン・グッドリックの協力者として、また3つの恒星の変光を発見したことや、メシエ天体、彗星の発見者として知られている。

## 生涯
1753年にアマチュア天文家のナサニエル・ピゴットの息子として生まれた。1769年には、フランスのノルマンディー地方のカーンの駅近くで金星の太陽面通過を目撃している。彼はベルギーのルーヴェン生まれの母からフランス語で教育を受けた。1781年に一家でイギリスのヨークへと移り住むと、自宅から400mほどの近所に住む11歳年下の遠い親戚ジョン・グッドリックと歳の差を超えた友情を結び、また共同して天体観測を行った。彼らの友誼は、1786年に21歳の若さでグッドリックが早逝するまで続いた。
1779年3月23日にかみのけ座に、後に黒眼銀河 (M64) と呼ばれる星雲を発見した。この発見はヨハン・ボーデの発見よりもわずか12日ながら早く、シャルル・メシエの発見よりも約1年早いものであった。彼はこの発見をすぐにネヴィル・マスケリンに報告したが、公表されるのが1781年まで遅れたことから長く歴史から埋もれてしまい、2002年にブリン・ジョーンズによってようやく日の目を見るまでは忘れられていた。
1783年11月19日に発見した周期彗星は彼の名前を取って「ピゴット彗星」と呼ばれたが、長く回帰が確認されていなかった。この彗星は、2003年2月にLINEAR、2009年5月にリチャード・コワルスキーによって回帰が検出され、現在はピゴット-LINEAR-コワルスキ彗星と呼ばれる。
1784年に、ピゴットは王立協会に新たな変光星の発見を報告した。これは彼が発見したわし座η星についてであった。当時、新星や超新星を除くと変光星は6個しか知られておらず、また初めて発見されたケフェイド変光星であった。彼はウィリアム・ハーシェルやネヴィル・マスケリンといった当代きっての天文学者と手紙を交わしている。
1786年に親友のグッドリックが亡くなったことで彼が受けた衝撃は大きく、グッドリックの死後天体観測への情熱が衰えたことを書き綴っている。それでも、1795年にはかんむり座R星とたて座R星の2つの変光星の発見を報告している。
ピゴットは1796年にヨークを離れ、バースへと移った。1807年の大彗星 (C/1807 R1) の観測記録を最後に、彼の天文関連の業績は遺されていない。1825年6月27日にバースで他界。ピゴットの観測記録ノートはヨーク市に保存されている。

## 栄誉
1996年10月26日にアリゾナ州ツーソンに開設されたグッドリック・ピゴット天文台は、ピゴットとグッドリックの友情と天文への情熱を記念して名付けられた。
小惑星番号10220の小惑星ピゴット は、彼を記念して名付けられた。この小惑星は、1997年10月20日にグッドリック・ピゴット天文台のロイ・A・タッカーによって発見されたものである。